# Broly
 (octobre 2023).
- Si vous ne connaissez pas le sujet, laissez ce bandeau (vous pouvez alors contacter les auteurs).
- Si vous supprimez le contenu mis en cause (vous pouvez préalablement contacter les auteurs),

argumentez précisément cette suppression dans la page de discussion
(un manque de référence n'est pas un argument ; une recherche réelle de référence doit avoir été effectuée, être formellement documentée).
Broly (ブロリー, Burorī) est un personnage créé par Shigeyasu Yamauchi. Il apparaît dans quatre films qui lui sont consacrés : Dragon Ball Z : Broly le super guerrier, Dragon Ball Z : Rivaux dangereux, Dragon Ball Z : Attaque Super Warrior ! et Dragon Ball Super: Broly. 
Dans l'univers Dragon Ball,  étant né avec un potentiel immense de puissance, c'est l'un des rares Saiyans à avoir survécu à la destruction de la planète Vegeta par Freezer.

## Biographie fictive

### Apparition dans les filmsDragon Ball Z
C'est un Saiyan extrêmement puissant. Il est décrit comme étant le guerrier légendaire, présenté comme celui de la légende du Super Saiyan.
Né le même jour que Son Goku, Broly avait une puissance incroyablement développée pour un bébé (10 000 unités ce qui correspondait au niveau de l'élite saiyenne de l'époque). Son berceau se trouvait juste à côté de celui de Goku qui ne cessait de pleurer. Ses cris incessants le rendirent à moitié fou et Broly garda une haine viscérale (dans son subconscient) envers ce dernier. Lorsque le Roi Vegeta eut vent de la puissance de Broly, il prit peur et ordonna qu'on le fasse disparaître ainsi que son père. Tous deux furent mis à mal, laissés pour morts, puis abandonnés dans les bas-fonds de la planète Vegeta.
Au moment de la destruction de la planète Vegeta par Freezer, les pouvoirs de Broly, agissant inconsciemment, créèrent une bulle d'énergie qui lui permit de quitter la planète en compagnie de son père. Des années plus tard, pendant l'adolescence de Broly, son pouvoir se développa à tel point qu'il devint totalement incontrôlable, et comme en outre il possédait le caractère agressif des Saiyans, il blessa grièvement Paragus à l'œil. Celui-ci fit alors concevoir un diadème destiné à contenir la puissance de Broly. Paragus avait dès lors entre ses mains une puissance importante.
Dans le film Broly le super guerrier, Paragus offre à Vegeta de devenir le roi d'une nouvelle patrie des Saiyans, et lui demande de l'aide pour éliminer le Super Saiyan Légendaire (dissimulant ainsi l'identité de Broly). Vegeta, plus attiré par la perspective de combattre le légendaire Super Saiyan que de devenir roi, accepte aussitôt de le suivre. Il s'agit en fait d'un piège pour laisser Vegeta et les autres sur la planète où ils sont qui va bientôt être frappée par la comète Gmory. L'apparition de Son Goku change les plans de Paragus : pris d'une rage irrépressible à la vue de notre héros, Broly brise alors son diadème et échappe au contrôle de son père, déployant enfin sa gigantesque puissance et se révélant aux yeux de nos héros (et notamment d'un Vegeta médusé par tant de puissance) comme le seul Super Saiyan Légendaire.
Lors du combat qui s'ensuit, Son Goku, Vegeta, Trunks (du futur), Son Gohan et Piccolo sont littéralement écrasés par Broly, qui semble indestructible. Seul Goku trouve la force de se relever et ne réussit finalement à vaincre le monstre (qui venait de commettre un parricide en massacrant son propre père) que grâce à l'énergie combinée de ses compagnons.
Certains prétendent que, Son Goku aurait frappé Broly au niveau de la blessure à l'abdomen que lui avait infligée le Roi Végéta (alors qu'il tentait de l'assassiner bien des années avant), celle-ci aurait constitué son talon d'Achille, expliquant plausiblement sa défaite durant ce combat, en dépit de sa puissance. D'autres affirment que les emplacement des deux blessures ne sont pas les mêmes et par conséquent, la défaite de Broly ne peut s'expliquer ainsi.
Broly reviendra dans deux autres films. Dans Dragon Ball Z : Rivaux dangereux, il affronte Son Gohan, Son Goten et Trunks (du présent), avant d'être pulvérisé par un Kamé Hamé Ha géant qui le propulsera dans le soleil. Mais dans Attaque Super Warrior !, on découvre qu'il est cloné par un riche homme d'affaires (qui se trouve être l'ami d'enfance de Mr Satan) grâce à quelques gouttes de sang qu'a ramassées un sorcier ayant assisté au combat. Cependant, le clone (nommé Bio Broly) se transforme en monstre visqueux par projection d'une grande quantité d'acide. Il affrontera Son Goten, Trunks, Krilin et C-18 qui parviendront à l'abattre à la suite d'un combat acharné.

### Apparition dansDragon Ball Super
Les origines de Broly sont remises au goût du jour avec la parution du film Dragon Ball Super: Broly en 2018. Akira Toriyama a réécrit le personnage, qu'il jugeait intéressant, pour le greffer dans l'univers de la saga Dragon Ball Super.
Broly naît avec une puissance supérieure à celle du prince Vegeta. Prenant sa grande puissance comme un affront, le Roi Vegeta l'expédie sur l'astéroïde Vampa. Rejoint par son père, ils survivent pendant 41 ans sur cette terre hostile. En grandissant, son père lui arrache sa queue pour éviter qu'il ne devienne incontrôlable en singe géant.
Retrouvés par deux soldats de Freezer, Cheelai et Lemo, les deux Saiyans sont recrutés par le tyran. Broly sympathise avec Cheelai et Lemo, se confiant à eux sur son amitié avec la créature appelée Ba sur Vampa et sa relation conflictuelle avec son père, à qui il est totalement soumis.
Arrivé sur Terre, il combat successivement Vegeta puis Goku, les mettant en difficulté, bien qu'ils le dominent au début de chaque combat. Il se transforme en Super Saiyan pour la première fois et malmène les deux Saiyans. Gogeta fait bien après son apparition et prend le dessus sur lui, jusqu'à ce que Cheelai réunisse les Dragon Balls et demande à Shenron de renvoyer Broly sur Vampa. 
Réalisant la pureté du Saiyan lors de son combat contre lui, Goku lui rend visite pour lui apporter une maison en capsule, afin qu'il puisse mieux vivre avec ses compagnons, Cheelai et Lemo. Il lui promet de revenir le voir de temps en temps afin de l'entraîner et l'aider à progresser.

## Œuvres où le personnage apparaît

### Films
- 1993 : Dragon Ball Z : Broly le super guerrier
- 1994 : Dragon Ball Z : Rivaux dangereux
- 1994 : Dragon Ball Z : Attaque Super Warrior !
- 2018 : Dragon Ball Super: Broly

### Anime comic
- 1993 : Dragon Ball Z : Broly le super guerrier

### Jeux vidéo
- 1994 : Dragon Ball Z 2 : La Légende Saien (Super Nintendo, Bandai). Il était à l'époque l'un des premiers personnages des films à apparaitre dans un jeu vidéo Dragon Ball, au même titre que Zangya et Bojack. À noter qu'il se faisait appeler Tara dans la version française du jeu.
- 2004 : Dragon Ball Z: Budokai 3 (PlayStation 2, Bandai, Dimps)
- 2005 : Dragon Ball Z: Supersonic Warriors 2 (Nintendo DS, Bandai, Arc System Works)
- 2005 : Dragon Ball Z: Budokai Tenkaichi (PlayStation 2, Bandai, Spike)
- 2006 : Dragon Ball Z: Budokai Tenkaichi 2 (PlayStation 2, Nintendo Wii, Bandai, Spike)
- 2006 : Dragon Ball Z: Budokai Tenkaichi 3 (PlayStation 2, Nintendo Wii, Namco Bandai Games, Spike)
- 2006 : Dragon Ball Z: Shin Budokai (PlayStation Portable, Bandai, Dimps)
- 2007 : Dragon Ball Z: Shin Budokai 2 (PlayStation Portable, Bandai, Dimps)
- 2008 : Dragon Ball Z: Burst Limit (PlayStation 3, Xbox 360, Bandai, Dimps)
- 2009 : Dragon Ball Z: Attack of the Saiyans (Nintendo DS, Namco Bandai Games)
- 2009 : Dragon Ball: Raging Blast (PlayStation 3, Xbox 360, Bandai, Spike)
- 2009 : Dragon Ball Z: Infinite World (PlayStation 2)
- 2010 : Dragon Ball: Raging Blast 2 (PlayStation 3, Xbox 360, Bandai, Spike)
- 2011 : Dragon Ball Kai: Ultimate Butôden (Nintendo DS, Bandai, Game Republic)
- 2011 : Dragon Ball Z: Ultimate Tenkaichi (PlayStation 3, Xbox 360, Namco Bandai Games, Spike)
- 2013 : Dragon Ball Heroes : Ultimate Mission (Nintendo 3DS)
- 2015 : Dragon Ball Xenoverse (PC, PlayStation 3, PlayStation 4, Xbox 360, Xbox One, Bandai Namco Games, Dimps)
- 2016 : Dragon Ball Xenoverse 2 (PC, PlayStation 4, Xbox One, Bandai Namco Games, Dimps)
- 2016 : Dragon Ball Fusions (Nintendo 3DS)
- 2018 : Dragon Ball Legends (PC, PlayStation 4, Xbox One, Nintendo Switch, Bandai Namco Games, Dimps)
- 2018 : Dragon Ball FighterZ (PC, PlayStation 4, Xbox One, Nintendo Switch)
- 2024 : Dragon Ball: Sparking! Zero (PC, PlayStation 5, Xbox Series)